# ピエール・アンリ・カミ
ピエール＝アンリ・カミ（Pierre-Henri Cami、1884年6月20日 - 1958年11月3日）はフランスのユーモア作家。ポー生まれ。ペンネームとしてはアンリ・カミを使用した。

## 経歴
ピエール・ルイ・アドリアン・シャルル・アンリ・カミ（Pierre Louis Adrien Charles Henry Cami）は1884年6月20日にフランス南部のポーで生まれた。彼の父シャルル・カミは当時28歳で、職業はセールスマンであった。一家の経済状態は良好であり、ピエール・アンリと三人の妹は中流の快適な環境で成長した。
ポーのリセにおいて、ピエール・アンリは凡庸な生徒であった。15歳で、彼はカミ（Kami）名義で詩を書いた。彼は闘牛士になることを望んだが、弱視を理由に父が反対したため断念し、詩人を目指す。この時期には詩人フレデリック・ミストラルやフランソワ・コペーに手紙で教えを受けたこともあった。その後、目標を俳優に変更してパリに出るが、訛りのために成功しなかった（吃りの役ばかりをやらされたため、遂には吃音が本当に身についてしまった、という逸話が伝えられている）。
彼は1958年11月3日に、パリ第18区のエテックス街14番地にある自宅で人知れず死亡した。74歳であった。

## ユーモア作家として
カミはユーモア作家としての経歴を葬儀屋の会報 Petit corbillard illustré （「挿絵入り誌・小さな霊柩車」）の代筆者としてスタートした。
風刺の才、とりわけ演劇における奇行により、1914年以降カミは名声を博した。彼は極めてバーレスク的なキャラクター、ルーフォック・オルメス（Loufock-Holmès）やセザール・リキキ（César Rikiki）を創り出した。これらは第二次世界大戦ごろまでは高く評価されていた。作風には、初期は単純にナンセンス色が濃いが後期はむしろ風刺の要素が強くなるという変遷が見られる。
チャールズ・チャップリンはカミを「世界で最も優れたユーモリスト」（« le plus grand humoriste 'in the world' »）だと発言している。またジャック・プレヴェールはカミの賛美者としてその賛美の念を表現するため、ローラン・トポールやジャン＝ジャック・ポーヴェールやレーモン・ドゥヴォス式に、« camisard » （カミ風）という造語を提案している。
カミは『イリュストラシオン』誌の « la semaine Camique » の著者でもあった。

## 訳書リスト

### 長編
- La famille Rikiki (1928)
  - 安藤左門訳『世界珍探検』日本公論社、1933年。（抄訳）
- Cami-Voyageur ou Mes aventures en Amérique (1928)
  - 山内義雄訳『亜米利加綺譚』（『世界ユーモア全集 第6巻 仏蘭西篇』改造社、1933年、所収）
- Les Fils des Trois Masquetaires (1929)
  - 高野優訳『三銃士の息子』早川書房〈ハヤカワ・ポケット・ミステリ〉、2014年。ISBN 978-4-15-001882-5
- Les scaphandrier de la tour Eiffel (1929)
  - 吉村正一郎訳『エッフェル塔の潜水夫』（白水社、1940年）
    - 小山書店「世界大衆小説全集」（1955年）、筑摩書房「世界ユーモア文学全集」（1961年）、筑摩書房「世界ユーモア文学選」（1969年）、講談社文庫（1976年）、筑摩書房「世界ユーモア文庫」（1977年）、ちくま文庫（1990年）から再刊されている。

### 中編集
- Krik-Robot, Détective-à-moteur: L'Énigme des 5 pavillons (1945)
- Les Aventures de Krik Robot: Les Kidnappés du Panthéon (1947)
  - 高野優訳『機械探偵クリク・ロボット』早川書房〈ハヤカワ・ポケット・ミステリ〉、2010年。ISBN 978-4-15-001837-5
    - 同〈ハヤカワ・ミステリ文庫〉、2014年。ISBN 978-4-15-180201-0

### 短編集
- Les Aventures de Loufock-Holmès (1926)
  - 三谷正太訳『名探偵オルメス』大白書房、1942年。（完訳）
    - 同『怪盗幽鬼事件』審美社、1959年。（『名探偵オルメス』の改題再版）

  - 水谷準訳『ホルメス探偵』（『世界少年少女文学全集 第2部14 ユーモア文学集』東京創元社、1957年、所収）（児童向け抄訳）
  - 水谷準訳『ホルメス探偵』麦書房、1958年。（児童向け）
  - 高野優訳『ルーフォック・オルメスの冒険』東京創元社〈創元推理文庫〉、2016年。（完訳）ISBN 978-4-488-18501-5

### アンソロジー
- 吉村正一郎訳『人生サーカス カミ傑作集』白水社、1936年。 - 『ルーフォック・オルメスの冒険』（抄訳）などを収録した日本語版オリジナル短編集。
  - 同『ルーフォック・オルメスの冒険』出帆社、1976年。（『人生サーカス』の改題再版）